# Phường Hai Bà Trưng, Hà Nội
Hai Bà Trưng là một phường nội thành nằm ở trung tâm thành phố Hà Nội, Việt Nam. 

## Vị trí địa lý
Phường Hai Bà Trưng có vị trí địa lý:
- Phía Bắc giáp phường Cửa Nam với ranh giới là phố Nguyễn Du – Lê Văn Hưu – Hàn Thuyên – Trần Hưng Đạo
- Phía Tây giáp phường Văn Miếu – Quốc Tử Giám với ranh giới là đường Lê Duẩn
- Phía Nam giáp phường Bạch Mai và phường Vĩnh Tuy với ranh giới là đường Đại Cồ Việt – Trần Khát Chân
- Phía Đông giáp phường Hồng Hà với ranh giới là đường Nguyễn Khoái

## Lịch sử
Ngày 16 tháng 6 năm 2025, Ủy ban Thường vụ Quốc hội ban hành Nghị quyết số 1656/NQ-UBTVQH15 trong đó về việc sắp xếp toàn bộ diện tích tự nhiên, quy mô dân số của các phường Bạch Đằng, Đồng Nhân, Lê Đại Hành, Nguyễn Du, Phạm Đình Hổ, Phố Huế (quận Hai Bà Trưng cũ), một phần của phường Thanh Nhàn (quận Hai Bà Trưng cũ) thành phường mới có tên gọi là phường Hai Bà Trưng.

## Chính quyền địa phương

### Tổ dân phố
Phường Hai Bà Trưng có 61 tổ dân phố, bao gồm 60 tổ dân phố được đánh số theo thứ tự từ tổ dân phố số 1 tới tổ dân phố số 60, và một tổ dân phố được đánh số 40A.